# محمدلی (ایمیشلی ۲)
محمدلی (به ترکی اذربایجانی: Məmmədli) یک منطقه مسکونی در جمهوری آذربایجان است که در شهرستان ایمیشلی واقع شده است. محمدلی ۸۷۳ نفر جمعیت دارد.